# Crângu
Crângu is een Roemeense gemeente in het district Teleorman.
Crângu telt 1604 inwoners.